# Eklererzy

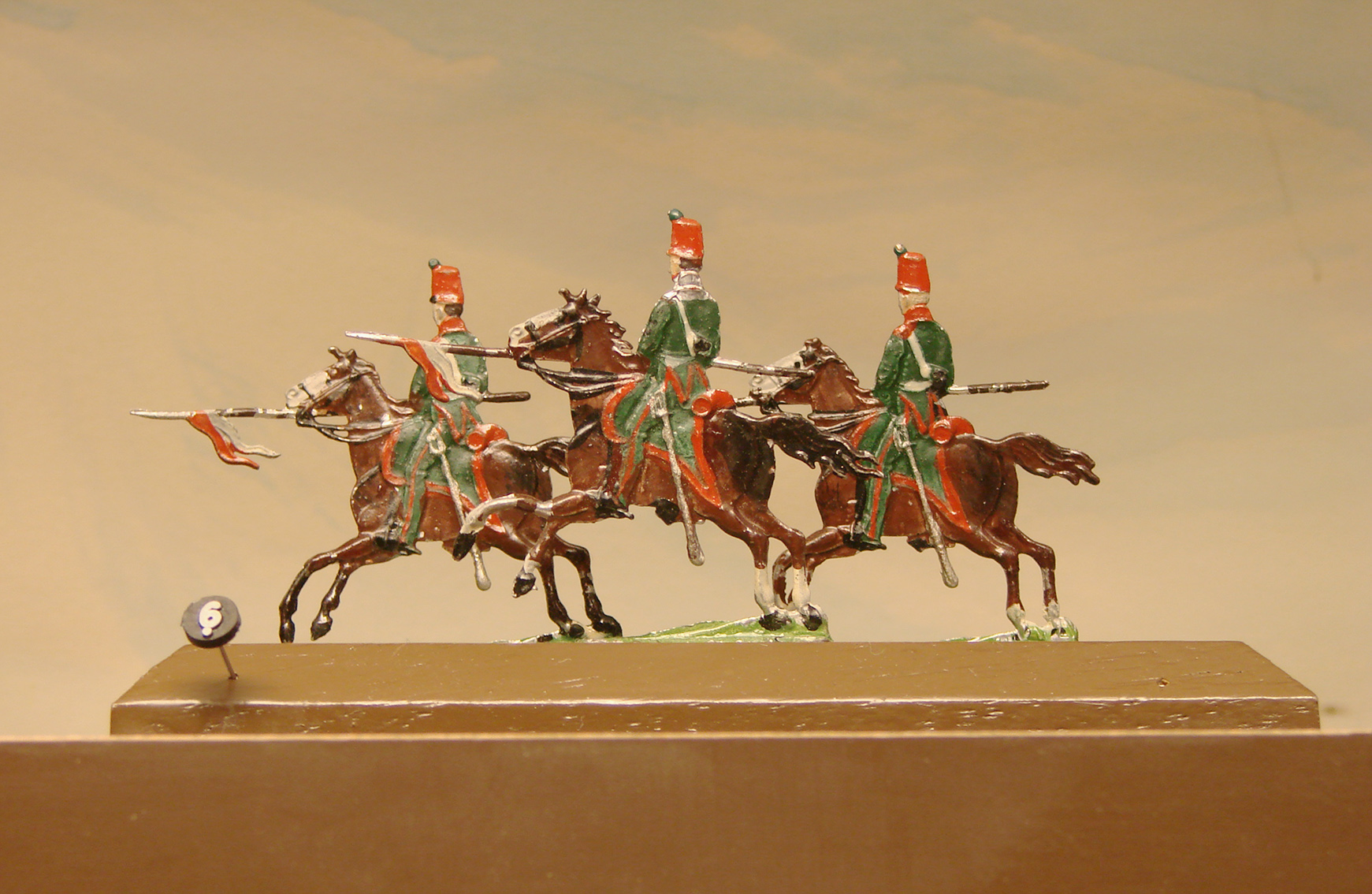
Figury eklererów Gwardii Cesarskiej 1813–1815 w Muzeum Figur Historycznych w Compiègne

Eklererzy (franc. éclaireurs – zwiadowcy) – rodzaj jazdy utworzonej przez cesarza Napoleona dekretem z dnia 9 grudnia 1813.
Sformowano trzy pułki eklererów, które wraz z pułkami starej gwardii utworzyć miały doborowe brygady jazdy. Zadaniem pułków eklererów miała być przede wszystkim służba ubezpieczeniowa. Pod względem organizacji, umundurowania i uzbrojenia eklererzy podobni byli do gwardii lekkokonnych. 
Ostatecznie sformowano dwie brygady francuskie (1. i 2.) oraz jedną brygadę polską (3.) w skład  której weszły: 1 Pułk Szwoleżerów-Lansjerów Gwardii Cesarskiej oraz 3 Pułk Eklererów utworzony na bazie resztek 6. i 7. szwadronu pułku lekkokonnego przyprowadzonego z Krakowa przez majora Jana Leona Kozietulskiego.
Eklererzy wzięli udział w obronie Francji przed inwazją sprzymierzonych w ramach VI koalicji podczas kampanii w 1814.